# نيكولاس هونزيكر
نيكولاس هونزيكر (بالألمانية: Nicolas Hunziker) (مواليد 23 فبراير 1996) هو لاعب كرة قدم سويسري يجيد اللعب في مركز الهجوم ويلعب أيضًا كجناح هجومي أيمن أو أيسر , ويلعب حاليًا لنادي بازل السويسري.

## بطولات وإنجازات اللاعب

### بازل
- دوري السوبر السويسري:2015–2016

## روابط خارجية
- نيكولاس هونزيكر على موقع قاعدة بيانات كرة القدم.إي يو (الإنجليزية)
- نيكولاس هونزيكر على موقع Soccerway.com (الإنجليزية)
- نيكولاس هونزيكر على موقع AS.com (الإسبانية)

- Nicolas Hunziker